# Cúp FA Hàn Quốc 2014
Cúp FA Hàn Quốc 2014, hay Cúp FA Hana Bank vì lý do tài trợ, là mùa giải thứ 19 của Cúp FA Hàn Quốc. Giải khởi tranh từ ngày 22 tháng 3 năm 2014. Đội vô địch sẽ giành một suất tham dự AFC Champions League 2015. Kể từ mùa giải 2014, có 4 đội nghiệp dư thi đấu ở vòng Một.

## Lịch thi đấu
| Vòng        | Ngày                    | Số trận   | Số câu lạc bộ | Số đội mới thi đấu vòng này |
| ----------- | ----------------------- | --------- | ------------- | --- |
| Vòng Một    | 22–23 tháng 3           | 20        | 40 → 20       | 16 CLB xếp 1~16 Challengers League 2013 16 đội xuất sắc nhất U-League 2013 04 đội vô địch giải đại học 04 đội bóng đá nghiệp dư |
| Vòng Hai    | 5 & 9 tháng 4           | 20        | 40 → 20       | 10 CLB K League Challenge 2014 10 CLB Korea National League 2014                                                                |
| Vòng 32 đội | 30 tháng 4 & 21 tháng 5 | 16        | 32 → 16       | 12 CLB K League Classic 2014 |
| Vòng 16 đội | 11 & 16 tháng 7         | 8         | 16 → 8        | |
| Tứ kết      | 13 tháng 8              | 4         | 8 → 4         | |
| Bán kết     | 22 tháng 10             | 2         | 4 → 2         | |
| Chung kết   | 23 tháng 11             | 1         | 2 → 1         | |
| Tổng cộng   | Tổng cộng               | Tổng cộng | Tổng cộng     | 72 câu lạc bộ |

## Các đội bóng tham gia

### K League Classic
Tất cả các câu lạc bộ ở K League Classic đều thi đấu ở vòng 32 đội. Tổng cộng có 12 đội thi đấu ở mùa giải 2014.
| - Busan IPark (Vòng 32 đội) - Gyeongnam FC (Vòng 32 đội) - Incheon United (Vòng 32 đội) - Jeju United (Vòng 32 đội) - Jeonbuk Hyundai Motors (Vòng 32 đội) - Jeonnam Dragons (Vòng 32 đội) | - Pohang Steelers (Vòng 32 đội) - Sangju Sangmu (Vòng 32 đội) - Seongnam FC (Vòng 32 đội) - FC Seoul (Vòng 32 đội) - Suwon Samsung Bluewings (Vòng 32 đội) - Ulsan Hyundai (Vòng 32 đội) |

### K League Challenge
Tất cả các câu lạc bộ ở K League Challenge thi đấu ở vòng Hai. Có tổng cộng 10 đội thi đấu ở mùa giải 2014.
| - Ansan Police (Vòng Hai) - FC Anyang (Vòng Hai) - Bucheon FC 1995 (Vòng Hai) - Chungju Hummel (Vòng Hai) - Daegu FC (Vòng Hai) | - Daejeon Citizen (Vòng Hai) - Gangwon FC (Vòng Hai) - Goyang Hi FC (Vòng Hai) - Gwangju FC (Vòng Hai) - Suwon FC (Vòng Hai) |

### Korea National League
Tất cả các câu lạc bộ ở Korea National League thi đấu ở vòng Hai. Tổng cộng có 10 đội thi đấu ở mùa giải 2014.
| - Busan Transportation Corporation (Vòng Hai) - Changwon City (Vòng Hai) - Cheonan City (Vòng Hai) - Daejeon Korail (Vòng Hai) - Gangneung City (Vòng Hai) | - Daejeon Korail (Vòng Hai) - Gyeongju Korea Hydro & Nuclear Power (Vòng Hai) - Mokpo City (Vòng Hai) - Ulsan Hyundai Mipo Dockyard Dolphin (Vòng Hai) - Yongin City (Vòng Hai) |

### Challengers League
Tất cả các câu lạc bộ ở Challengers League trừ đội xếp thứ 17, 18 thi đấu ở vòng Một. Có tổng cộng 16 đội tham gia ở mùa giải 2014.
| - Cheonan FC (Vòng Một) - Chungbuk Cheongju FC (Vòng Một) - Chuncheon FC (Vòng Một) - Gimpo Citizen FC (Vòng Một) - Gwangju Gwangsan FC (Vòng Một) - Gyeongju Citizen FC (Vòng Một) - Hwaseong FC (Vòng Một) - Icheon Citizen FC (Vòng Một) | - Jeonju Citizen FC (Vòng Một) - Jeonnam Yeonggwang FC (Vòng Một) - Jungnang Chorus Mustang FC (Vòng Một) - Paju Citizen FC (Vòng Một) - FC Pocheon (Vòng Một) - Seoul FC Martyrs (Vòng Một) - Seoul United FC (Vòng Một) - Yangju Citizen FC (Vòng Một) |

### Đại học
Tất cả các đội bóng đại học tham gia mùa giải 2014 từ vòng Một. Tổng cộng có 20 đội.
| - Đại học Ajou (Vòng Một) - Đại học Chosun (Vòng Một) - Đại học Dankook (Vòng Một) - Đại học Dong-A (Vòng Một) - Đại học Dong-eui (Vòng Một) - Đại học Dongguk (Vòng Một) - Đại học Gwangju (Vòng Một) - Đại học Hannam (Vòng Một) - Đại học Hanyang (Vòng Một) - Đại học Honam (Vòng Một) | - Đại học Hongik (Vòng Một) - Đại học Quốc gia Incheon (Vòng Một) - Đại học Inje (Vòng Một) - Đại học Konkuk (Vòng Một) - Đại học Hàn Quốc (Vòng Một) - Đại học Kyunghee (Vòng Một) - Đại học Sangji (Vòng Một) - Đại học Soongsil (Vòng Một) - Đại học Sungkyunkwan (Vòng Một) - Đại học Yeungnam (Vòng Một) |

### Nghiệp dư
Có 4 đội vô địch và á quân các giải nghiệp dư năm 2013 thi đấu ở mùa giải 2014.
| - Daewoo Shipbuilding & Marine Engineering (DSME) - Nexen Tire | - Samsung Electronics - SMC Engineering |

## Kết quả

### Vòng Sơ loại
Vòng Sơ loại gồm 2 vòng. Vòng Một diễn ra vào ngày 22 & 23 tháng 3 năm 2014

#### Vòng Một
Lễ bốc thăm vòng Một diễn ra vào ngày 28 tháng 2 năm 2014.
| 22 tháng 3 năm 2014 | Seoul United | 0–1 (s.h.p.) | Đại học Sangji   | Sân vận động Madeul, Seoul |  |
| 14:00               |              |              | Ju Chan-hee 106' | Lượng khán giả: 300        |  |

| 22 tháng 3 năm 2014 | Icheon Citizen        | 2–3 | Đại học Hannam                                         | Sân vận động Thành phố Icheon, Icheon |  |
| 14:00               | Kim Hyun-woo 15', 28' |     | Kim Min-joon 36' · Jo Woo-jin 39' · Bang Chan-joon 65' | Lượng khán giả: 300                   |  |

| 22 tháng 3 năm 2014 | Cheonan FC          | 1–2 (s.h.p.) | Đại học Dong-eui                         | Trung tâm Bóng đá Cheonan, Cheonan |  |
| 14:00               | Park Seong-hyup 94' |              | Kwak Seong-hwan 105' · Jang Hak-jae 113' | Lượng khán giả: 500                |  |

| 22 tháng 3 năm 2014 | FC Pocheon                                                           | 4–0 | Đại học Inje | Sân vận động Pocheon, Pocheon |  |
| 15:00               | Jang Seung-su 33' (l.n.) · Jung Dae-hwan 65', 85' · Kim Joon-tae 71' |     |              | Lượng khán giả: 1.000         |  |

| 23 tháng 3 năm 2014 | SMC Engineering                    | 2–3 | Đại học Gwangju                                       | Sân vận động Gimcheon, Gimcheon |  |
| 12:00               | Kim Su-won 53' · Kim Min-goo 90+2' |     | Kim Dae-hyup 42' · Kim Tae-hoon 66' · Go Yeong-ji 81' | Lượng khán giả: 100             |  |

| 23 tháng 3 năm 2014 | Đại học Hanyang                                                 | 4–2 | Samsung Electronics                    | Gumi Civic Stadium, Gumi |  |
| 12:00               | Lee Sang-cheol 5' · Lim Chan-wool 12', 61' · Kwon Jung-hyun 78' |     | Kang Joon-hyun 63' · Kim Dong-hyuk 80' | Lượng khán giả: 200      |  |

| 23 tháng 3 năm 2014 | Yangju Citizen                       | 2–1 | Đại học Dong-a      | Sân vận động Yangju Godeok, Yangju |  |
| 15:00               | Lee Tae-young 66' · Shin Min-soo 83' |     | Seo Hyung-seung 47' | Lượng khán giả: 300                |  |

| 23 tháng 3 năm 2014 | Hwaseong FC                           | 2–1 | Đại học Dongguk | Sân vận động phụ Hwaseong, Hwaseong |  |
| 14:00               | Kim Chang-hee 47' · Kim Hyung-pil 65' |     | Ahn Su-min 69'  | Lượng khán giả: 1.000               |  |

| 23 tháng 3 năm 2014 | Đại học Soongsil  | 1–0 | Nexen Tire | Đại học Soongsil, Seoul |  |
| 08:00               | Min Hyun-hong 35' |     |            | Lượng khán giả: 200     |  |

| 23 tháng 3 năm 2014 | Paju Citizen | 0–3 | Đại học Hongik                                             | Paju Public Stadium, Paju |  |
| 14:00               |              |     | Kang Min-seong 43' · Ahn Tae-hyun 66' · Jeong Jae-hyuk 90' | Lượng khán giả: 230       |  |

| 23 tháng 3 năm 2014 | Đại học Kyung Hee | 12–1 | Seoul FC Martyrs | Trung tâm Bóng đá Yongin, Yongin |  |
| 14:00               | Ko Seung-beom 8', 69' · Kim Jeong-se 24' · Baek Seung-hoon 42' · Lee Keon-cheol 55', 87' · Choi Dong-seop 64', 76' · Yoo Dong-won 72' · Park In-hyuk 82', 89' · Lee Sang-ha 90' |      | Park Keun-ho 30' | Lượng khán giả: 70               |  |

| 23 tháng 3 năm 2014 | Đại học Konkuk                                                                      | 6–1 | DSME              | Sân vận động Gimcheon, Gimcheon |  |
| 14:00               | Kim Kyung-yeon 21', 24', 40' · Myung Dae-hoon 47' · Kim Jae-seok 75' · Kim Woon 79' |     | Choi Byung-su 61' | Lượng khán giả: 100             |  |

| 23 tháng 3 năm 2014 | Jungnang Chorus Mustang             | 2–1 | Đại học Hàn Quốc  | Trung tâm Thể thao Jungnang, Seoul |  |
| 14:00               | Kim Sung-hyun 65' · Heo Jae-won 90' |     | Heo Yong-joon 48' | Lượng khán giả: 400                |  |

| 23 tháng 3 năm 2014 | Jeonju Citizen | 0–3 | Đại học Dankook                                           | Đại học Jeonju, Jeonju |  |
| 14:00               |                |     | Lee In-jae 19' · Bae Sin-yeong 58' · Wang Keon-myeong 74' | Lượng khán giả: 160    |  |

| 23 tháng 3 năm 2014                                                                     | Đại học Quốc gia Incheon | 1–1 (s.h.p.) (5–4 p)                                                                        | Gwangju Gwangsan  | Đại học Incheon, Incheon |  |
| 14:00                                                                                   | Lim Jeong-bin 68'        |                                                                                             | Song Kyung-ha 88' | Lượng khán giả: 240      |  |
|                                                                                         |                          | Loạt sút luân lưu                                                                           |                   |                          |  |
| Ryu Yeon-jae · Kim Jae-pyo · Lim Jeong-bin · Lee Joon-hee · Choi Se-hwan · Yoon Ju-yeol |                          | Park Jong-beom · Song Kyung-ha · Lee Dae-eun · Kim Bo-gook · Kim Hyung-rok · Kim Kyung-hwan |                   |                          |  |

| 23 tháng 3 năm 2014 | Đại học Honam | 0–1 (s.h.p.) | Chuncheon FC    | Đại học Honam, Gwangju |  |
| 14:00               |               |              | Heo Jin-gu 115' | Lượng khán giả: 200    |  |

| 23 tháng 3 năm 2014 | Gyeongju Citizen | 0–1 | Đại học Sungkyunkwan | Gyeongju Civic Stadium, Gyeongju |  |
| 14:00               |                  |     | Choi Yeong-hyo 32'   | Lượng khán giả: 250              |  |

| 23 tháng 3 năm 2014 | Đại học Yeungnam                                       | 3–1 | Gimpo Citizen    | Đại học Yeungnam, Daegu |  |
| 14:00               | Choi Kwang-su 4' · Kim Yoon-su 20' · Jang Soon-kyu 74' |     | Lee Jong-min 58' | Lượng khán giả: 100     |  |

| 23 tháng 3 năm 2014 | Yeonggwang FC | 0–1 | Đại học Ajou    | Sân vận động Yeonggwang, Yeonggwang |  |
| 14:00               |               |     | Lee Jae-min 83' | Lượng khán giả: 300                 |  |

| 23 tháng 3 năm 2014 | Chungbuk Cheongju | 0–2 | Đại học Chosun                    | Trung tâm bóng đá Yongjeong, Cheongju |  |
| 14:00               |                   |     | Park Jae-min 19' · Kim Ho-kyu 47' | Lượng khán giả: 550                   |  |

#### Vòng Hai
Lễ bốc thăm vòng Hai diễn ra vào ngày 26 tháng 3 năm 2014.
| 5 tháng 4 năm 2014 | Đại học Kyung Hee | 0–2 | Đại học Soongsil                    | Trung tâm Bóng đá Yongin, Yongin |  |
| 14:00              |                   |     | Kim Jin-hyuk 65' · Eun Seong-su 74' | Lượng khán giả: 200              |  |

| 5 tháng 4 năm 2014 | Đại học Quốc gia Incheon | 1–2 | Đại học Yeungnam                      | Đại học Quốc gia Incheon, Incheon |  |
| 14:00              | Yoon Ju-yeol 77'         |     | Jang Soon-kyu 54' · Jeong Won-jin 74' | Lượng khán giả: 130               |  |

| 5 tháng 4 năm 2014 | Changwon City                       | 2–0 | Đại học Hanyang | Changwon Civic Stadium, Changwon |  |
| 15:00              | Kwon Si-baek 22' · Choi Kwon-su 89' |     |                 | Lượng khán giả: 200              |  |

| 5 tháng 4 năm 2014 | Daejeon Korail                       | 2–1 | Đại học Konkuk | Hanbat Sports Complex, Daejeon |  |
| 14:00              | Kim Tae-wook 4' · Moon Byung-woo 90' |     | Han Ji-won 50' | Lượng khán giả: 200            |  |

| 5 tháng 4 năm 2014 | Gangneung City    | 1–1 (s.h.p.) (4–1 p) | Busan Transportation Corporation | Sân vận động Gangneung, Gangneung |  |
| 15:00              | Lee Haeng-su 105' |                      | Lee Yong-seung 108'              | Lượng khán giả: 850               |  |

| 5 tháng 4 năm 2014 | Đại học Hannam                                     | 3–1 | Đại học Chosun  | Đại học Hannam, Daejeon |  |
| 14:00              | Yeo In-eon 40' · Kim Dong-min 43' · Jo Woo-jin 64' |     | Ahn Su-hyun 50' | Lượng khán giả: 100     |  |

| 5 tháng 4 năm 2014 | Cheonan City                                                | 3–2 (s.h.p.) | Yangju Citizen                 | Trung tâm Bóng đá Cheonan, Cheonan |  |
| 15:00              | Jeong Woo-jae 16' · Lee Seung-woo 90+3' · Son Dae-sung 107' |              | Jo E-rok 5' · Shin Min-soo 48' | Lượng khán giả: 200                |  |

| 5 tháng 4 năm 2014 | Ulsan Mipo Dolphins      | 2–1 | Gimhae FC       | Sân vận động Ulsan, Ulsan |  |
| 15:00              | Hwang Cheol-hwan 7', 26' |     | Ku Hyun-Seo 71' | Lượng khán giả: 150       |  |

| 5 tháng 4 năm 2014 | Chuncheon FC | 0–1 | FC Pocheon        | Sân vận động Chuncheon, Chuncheon |  |
| 15:00              |              |     | Lee Sang-yong 20' | Lượng khán giả: 150               |  |

| 5 tháng 4 năm 2014 | Jungnang Chorus Mustang                       | 2–1 | Đại học Gwangju | Trung tâm Thể thao Jungnang, Seoul |  |
| 15:00              | Lim Jang-won 40' · Yoon Byung-kwon 82' (l.n.) |     | Lee Je-gil 78'  | Lượng khán giả: 280                |  |

| 5 tháng 4 năm 2014 | Đại học Dankook | 0–1 | Đại học Hongik     | Sân vận động Gimcheon, Gimcheon |  |
| 14:00              |                 |     | Jeong Jae-hyuk 66' | Lượng khán giả: 300             |  |

| 9 tháng 4 năm 2014 | Bucheon FC 1995                                  | 4–0 | Đại học Sangji | Khu liên hợp thể thao Bucheon, Bucheon |  |
| 20:00              | Kim Tae-young 30', 41' · Rodrigo Paraná 47', 88' |     |                | Lượng khán giả: 424                    |  |

| 9 tháng 4 năm 2014 | Mokpo City      | 1–2 | Daejeon Citizen                        | Trung tâm bóng đá quốc tế Mokpo, Mokpo |  |
| 19:00              | Jung Soo-bin 2' |     | Kim Chan-hee 49' · Kim Young-seung 55' | Lượng khán giả: 300                    |  |

| 9 tháng 4 năm 2014 | FC Anyang                             | 2–0 | Đại học Sungkyunkwan | Khu liên hợp thể thao Anyang, Anyang |  |
| 19:00              | Kim Jae-woong 32' · Baek Dong-kyu 81' |     |                      | Lượng khán giả: 1.700                |  |

| 9 tháng 4 năm 2014 | Gwangju FC                           | 2–1 (s.h.p.) | Goyang Hi FC | Sân vận động World Cup Gwangju, Gwangju |  |
| 19:00              | Romarinho 100' · Song Seung-min 116' |              | Alex 111'    | Lượng khán giả: 300                     |  |

| 9 tháng 4 năm 2014 | Chungju Hummel                       | 2–2 (s.h.p.) (2–4 p) | Đại học Ajou                         | Sân vận động Chungju, Chungju |  |
| 19:00              | Han Hong-kyu 105' · Kim Sung-min 53' |                      | Jo Ju-yeong 29' · Kang Tae-woong 67' | Lượng khán giả: 600           |  |

| 9 tháng 4 năm 2014 | Suwon FC                                                    | 4–3 | Hwaseong FC                                           | Khu liên hợp thể thao Suwon, Suwon |  |
| 19:00              | Ha Jung-heon 8', 53' · Kim Bon-kwang 25' · Jung Min-woo 90' |     | Jeon Bo-hoon 27' · Kim Dong-wook 49' · Kim Hyo-ki 64' | Lượng khán giả: 260                |  |

| 9 tháng 4 năm 2014 | Gangwon FC                                         | 3–2 | Yongin City                         | Sân vận động Gangneung, Gangneung |  |
| 19:00              | Kim Oh-gyu 22' · Choi Jin-ho 37' · Kim Dong-ki 47' |     | Bae Hae-min 74' · Moon Kyu-hyun 82' | Lượng khán giả: 394               |  |

| 9 tháng 4 năm 2014 | Daegu FC                                                      | 3–0 | Đại học Dong-eui | Sân vận động Daegu, Daegu |  |
| 19:00              | Yoon Young-seung 54' · Shin Chang-mu 71' · Han Seung-yeop 77' |     |                  | Lượng khán giả: 308       |  |

| 9 tháng 4 năm 2014                    | Ansan Police                      | 2–2 (s.h.p.) (2–4 p) | Gyeongju KHNP          | Sân vận động Ansan Wa~, Ansan |  |
| 19:00                                 | Jo Jae-cheol 7' · An Sung-bin 38' |                      | Kim Young-nam 28', 64' | Lượng khán giả: 404           |  |
|                                       |                                   | Loạt sút luân lưu    |                        |                               |  |
| Kim Byung-suk · Yang Sang-min · ? · ? |                                   | ? · ? · ? · ?        |                        |                               |  |

### Vòng Chung kết

#### Vòng 32 đội
Lễ bốc thăm vòng 32 đội diễn ra vào ngày 15 tháng 4 năm 2014.
| 30 tháng 4 năm 2014 | Gangwon FC                                          | 3–2 (s.h.p.) | Đại học Hongik                        | Sân vận động Gangneung, Gangneung |  |
| 15:00               | Kim Young-hoo 16' · Joélson 82' · Choi Seung-in 98' |              | Kang Min-seong 5' · Cha Min-seung 52' | Lượng khán giả: 400               |  |

| 30 tháng 4 năm 2014 | Jeonnam Dragons  | 1–3 | Jeonbuk Hyundai Motors            | Sân vận động bóng đá Gwangyang, Gwangyang |  |
| 19:00               | Park Jun-tae 45' |     | Choi Bo-kyung 42' · Kaio 84', 90' | Lượng khán giả: 940                       |  |

| 30 tháng 4 năm 2014 | Ulsan Hyundai                                           | 3–1 | Đại học Soongsil | Sân vận động bóng đá Ulsan Munsu, Ulsan |  |
| 19:30               | Kang Min-soo 15' · Park Dong-hyuk 51' · Yoo Jun-soo 63' |     | Eun Seong-su 80' | Lượng khán giả: 517                     |  |

| 30 tháng 4 năm 2014           | Jeju United                                                      | 3–3 (s.h.p.) (4–5 p) | Suwon FC                                 | Sân vận động World Cup Jeju, Seogwipo |  |
| 19:00                         | Park Su-chang 26' · Jin Dae-sung 44' · Kim Jae-yeon 90+3' (l.n.) |                      | Kim Hyuk-jin 39', 55' · Jung Min-woo 83' | Lượng khán giả: 415                   |  |
|                               |                                                                  | Loạt sút luân lưu    |                                          |                                       |  |
| ? · ? · ? · Jwa Joon-hyup · ? |                                                                  | ? · ? · ? · ? · ?    |                                          |                                       |  |

| 30 tháng 4 năm 2014 | Changwon City | 0–1 (s.h.p.) | Daejeon Korail      | Trung tâm bóng đá Changwon, Changwon |  |
| 15:00               |               |              | Kim Hyung-woon 120' | Lượng khán giả: 200                  |  |

| 30 tháng 4 năm 2014                                                  | Busan IPark | 1–1 (s.h.p.) (5–3 p)                                      | Jungnang Chorus Mustang | Sân vận động chính Asiad Busan, Busan |  |
| 19:30                                                                | Fagner 58'  |                                                           | Kim Seong-hyun 88'      | Lượng khán giả: 353                   |  |
|                                                                      |             | Loạt sút luân lưu                                         |                         |                                       |  |
| Fagner · Lee Won-young · Yang Dong-hyun · Ju Se-jong · Lim Sang-hyub |             | Heo Jae-won · Jung Hoon-chan · Ji Yong-ki · No Young-kyun |                         |                                       |  |

| 30 tháng 4 năm 2014                                                                           | Sangju Sangmu | 0–0 (s.h.p.) (4–3 p)                                                      | Suwon Samsung Bluewings | Sân vận động Sangju Civic, Sangju |  |
| 19:00                                                                                         |               |                                                                           |                         | Lượng khán giả: 1.005             |  |
|                                                                                               |               | Loạt sút luân lưu                                                         |                         |                                   |  |
| Yang Joon-a · Kim Dong-chan · Chang Hyuk-jin · Park Tae-woong · Choi Ho-jung · Kim Chang-hoon |               | Kim Do-heon · Yeom Ki-hun · Bae Ki-jong · Hong Chul · Roger · Min Sang-gi |                         |                                   |  |

| 30 tháng 4 năm 2014 | Gangneung City                         | 2–1 | Gyeongnam FC       | Sân vận động Gangneung, Gangneung |  |
| 19:00               | Ko Byung-wook 63' · Yoon Seong-woo 73' |     | Song Soo-young 75' | Lượng khán giả: 1.000             |  |

| 30 tháng 4 năm 2014 | Ulsan Mipo Dolphins | 1–1 (s.h.p.) (5–4 p) | Gyeongju KHNP   | Sân vận động Gimcheon, Gimcheon |  |
|                     | Jung Kyung-ho 13'   |                      | Kim Oh-sung 71' | Lượng khán giả: 260             |  |

| 30 tháng 4 năm 2014 | FC Seoul                                                 | 3–2 (s.h.p.) | Incheon United                     | Sân vận động World Cup Seoul, Seoul |  |
| 19:30               | Shim Je-hyeok 1' · Ko Kwang-min 46' · Lee Woong-hee 109' |              | João Paulo 40' · Lee Seok-hyun 65' | Lượng khán giả: 3,115               |  |

| 30 tháng 4 năm 2014 | Đại học Ajou    | 1–2 | Đại học Yeungnam       | Sân vận động Gimcheon, Gimcheon |  |
| 15:00               | Yoon Tae-su 10' |     | Choi Kwang-su 22', 77' | Lượng khán giả: 230             |  |

| 30 tháng 4 năm 2014 | Cheonan City      | 1–0 (s.h.p.) | Đại học Hannam | Trung tâm Bóng đá Cheonan, Cheonan |  |
| 15:00               | Lee Seung-woo 92' |              |                | Lượng khán giả: 389                |  |

| 30 tháng 4 năm 2014 | Gwangju FC       | 1–0 | Bucheon FC 1995 | Sân vận động World Cup Gwangju, Gwangju |  |
| 19:00               | Kim You-sung 13' |     |                 | Lượng khán giả: 250                     |  |

| 30 tháng 4 năm 2014                                                                             | FC Anyang | 0–0 (s.h.p.) (3–4 p)                                                                                | Pohang Steelers | Khu liên hợp thể thao Anyang, Anyang |  |
| 20:00                                                                                           |           | |                 | Lượng khán giả: 2.584                |  |
|                                                                                                 |           | Loạt sút luân lưu                                                                                   |                 |                                      |  |
| Felipe Adão · Koo Dae-young · Lee Eu-ddeum · Choi Jin-soo · Wagner · Kim Hyo-jun · Kim Tae-bong |           | Hwang Ji-soo · Shin Kwang-hoon · Lee Myung-joo · Kim Dae-ho · Kim Tae-su · Son Joon-ho · Kim Won-il |                 |                                      |  |

| 30 tháng 4 năm 2014 | Seongnam FC     | 1–0 | Daegu FC | Khu liên hợp thể thao Tancheon, Seongnam |  |
| 19:30               | Hwang Ui-jo 35' |     |          | Lượng khán giả: 875                      |  |

| 21 tháng 5 năm 2014 | Daejeon Citizen  | 1–2 | FC Pocheon                             | Sân vận động World Cup Daejeon, Daejeon |  |
| 19:30               | Kim Eun-jung 47' |     | Jeon Jae-hee 38' · Shim Young-sung 48' | Lượng khán giả: 681                     |  |

#### Vòng 16 đội
Lễ bốc thăm vòng 16 đội diễn ra vào ngày 2 tháng 6 năm 2014.
| 11 tháng 7 năm 2014 | Daejeon Korail     | 1–1 (s.h.p.) (4–5 p) | Đại học Yeungnam  | Sân vận động Daejeon Hanbat, Daejeon |  |
| 19:00               | Moon Byung-woo 74' |                      | Jang Soon-kyu 77' | Lượng khán giả: 200                  |  |

| 16 tháng 7 năm 2014                                    | Gangwon FC                | 2–2 (s.h.p.) (3–2 p)                                                 | Ulsan Mipo Dolphins                        | Sân vận động Gangneung, Gangneung |  |
| 16:00                                                  | Seo Bo-min 64' · Alex 81' |                                                                      | Jeong Woo-in 15' (l.n.) · Lee Yong-jun 36' | Lượng khán giả: 300               |  |
|                                                        |                           | Loạt sút luân lưu                                                    |                                            |                                   |  |
| Kim Oh-gyu · Jeong Woo-in · Choi Seung-in · Seo Bo-min |                           | Allisson · Alex Rafael · Han Geon-yong · Lee Yong-jun · Park Wan-sun |                                            |                                   |  |

| 16 tháng 7 năm 2014 | Cheonan City | 0–1 | Sangju Sangmu     | Trung tâm Bóng đá Cheonan, Cheonan |  |
| 19:00               |              |     | Han Sang-woon 75' | Lượng khán giả: 900                |  |

| 16 tháng 7 năm 2014 | Busan IPark                                     | 3–2 (s.h.p.) | Suwon FC             | Sân vận động chính Asiad Busan, Busan |  |
| 19:30               | Ju Se-jong 22' · Lim Sang-hyub 78' · Fagner 92' |              | Kim Han-won 13', 81' | Lượng khán giả: 1,219                 |  |

| 16 tháng 7 năm 2014 | Gangneung City   | 1–0 | FC Pocheon | Sân vận động Gangneung, Gangneung |  |
| 20:00               | Lee Kang-min 72' |     |            | Lượng khán giả: 1.000             |  |

| 16 tháng 7 năm 2014 | Seongnam FC                         | 2–1 (s.h.p.) | Gwangju FC | Khu liên hợp thể thao Tancheon, Seongnam |  |
| 19:30               | Jung Seon-ho 31' · Kim Dong-hee 97' |              | Fábio 76'  | Lượng khán giả: 1.638                    |  |

| 16 tháng 7 năm 2014 | Ulsan Hyundai | 1–2 | Jeonbuk Hyundai Motors              | Sân vận động bóng đá Ulsan Munsu, Ulsan |  |
| 19:30               | Kasalica 45'  |     | Lee Sang-hyup 21' · Han Kyo-won 60' | Lượng khán giả: 1,437                   |  |

| 16 tháng 7 năm 2014                                    | FC Seoul                           | 2–2 (s.h.p.) (4–2 p)                                        | Pohang Steelers                    | Sân vận động World Cup Seoul, Seoul |  |
| 19:30                                                  | Yun Ju-tae 90' · Ko Kwang-min 113' |                                                             | Kim Hyung-il 55' · Kang Su-il 120' | Lượng khán giả: 7,065               |  |
|                                                        |                                    | Loạt sút luân lưu                                           |                                    |                                     |  |
| Osmar Barba · Yun Ju-tae · Kim Chi-woo · Kang Seung-jo |                                    | Kim Jae-sung · Kim Seung-Dae · Moon Chang-jin · Son Joon-ho |                                    |                                     |  |

#### Tứ kết
Lễ bốc thăm vòng Tứ kết diễn ra vào ngày 22 tháng 7 năm 2014.
| 13 tháng 8 năm 2014 | Busan IPark | 1–2 (s.h.p.) | FC Seoul                           | Sân vận động chính Asiad Busan, Busan |  |
| 19:30               | Fagner 2'   |              | Park Hee-seong 39' · Escudero 100' | Lượng khán giả: 1,527                 |  |

| 13 tháng 8 năm 2014 | Jeonbuk Hyundai Motors            | 3–2 | Gangneung City                       | Sân vận động World Cup Jeonju, Jeonju |  |
| 19:30               | Lee Sang-hyup 49' · Kaio 87', 89' |     | Ko Byung-wook 36' · Lee Kang-min 83' | Lượng khán giả: 3,822                 |  |

| 13 tháng 8 năm 2014 | Seongnam FC                           | 2–1 | Đại học Yeungnam  | Khu liên hợp thể thao Tancheon, Seongnam |  |
| 19:30               | Lee Chang-hoon 22' · Kim Dong-sub 77' |     | Jang Soon-kyu 81' | Lượng khán giả: 961                      |  |

| 13 tháng 8 năm 2014 | Sangju Sangmu       | 1–1 (s.h.p.) (6–5 p) | Gangwon FC | Sân vận động Sangju Civic, Sangju |  |
| 19:30               | Kwon Soon-Hyung 33' |                      | Almir 63'  | Lượng khán giả: 754               |  |

#### Bán kết
Lễ bốc thăm vòng Bán kết diễn ra vào ngày 26 tháng 8 năm 2014.
| 22 tháng 10 năm 2014 | Sangju Sangmu | 0–1 | FC Seoul         | Sân vận động Sangju Civic, Sangju |  |
| 19:00                |               |     | Kim Joo-young 9' | Lượng khán giả: 834               |  |

| 22 tháng 10 năm 2014                                       | Jeonbuk Hyundai Motors | 0–0 (s.h.p.) (4–5 p)                                                      | Seongnam FC | Sân vận động World Cup Jeonju, Jeonju |  |
| 19:00                                                      |                        |                                                                           |             | Lượng khán giả: 6,823                 |  |
|                                                            |                        | Loạt sút luân lưu                                                         |             |                                       |  |
| Leonardo · Kaio · Wilkinson · Lee Dong-gook · Lee Seung-gi |                        | Jung Seon-ho · Lim Chae-min · Lee Chang-hoon · Kim Dong-sub · Park Jin-po |             |                                       |  |

#### Chung kết
| 23 tháng 11 năm 2014                         | FC Seoul | 0–0 (s.h.p.) (2–4 p)                                  | Seongnam FC | Sân vận động World Cup Seoul, Seoul |  |
| 14:15 KST                                    |          |                                                       |             | Lượng khán giả: 26,721              |  |
|                                              |          | Loạt sút luân lưu                                     |             |                                     |  |
| Osmar · Kim Jin-kyu · Molina · Kang Seung-jo |          | Jung Seon-ho · Djeparov · Lim Chae-min · Kim Dong-sub |             |                                     |  |

| Cúp FA Hàn Quốc Đội vô địch 2014 |
| -------------------------------- |
| Seongnam FC Danh hiệu thứ 3      |

## Danh sách cầu thủ ghi bàn
Các bàn thắng ghi ở vòng Sơ loại không được tính.
| Thứ hạng | Cầu thủ       | Đội bóng               | 32 | 16 | QF | SF | F | Tổng cộng |
| -------- | ------------- | ---------------------- | -- | -- | -- | -- | - | --------- |
| 1        | Kaio          | Jeonbuk Hyundai Motors | 2  |    | 2  |    |   | 4         |
| 2        | Fágner        | Busan IPark            | 1  | 1  | 1  |    |   | 3         |
| 3        | Ko Byung-wook | Gangneung City         | 1  |    | 1  |    |   | 2         |
| 3        | Lee Kang-min  | Gangneung City         |    | 1  | 1  |    |   | 2         |
| 3        | Lee Sang-hyup | Jeonbuk Hyundai Motors |    | 1  | 1  |    |   | 2         |
| 3        | Ko Kwang-min  | FC Seoul               | 1  | 1  |    |    |   | 2         |
| 3        | Kim Hyuk-jin  | Suwon FC               | 2  |    |    |    |   | 2         |
| 3        | Kim Han-won   | Suwon FC               |    | 2  |    |    |   | 2         |
| 3        | Jang Soon-kyu | Đại học Yeungnam       |    | 1  | 1  |    |   | 2         |
| 3        | Choi Kwang-su | Đại học Yeungnam       | 2  |    |    |    |   | 2         |

## Giải thưởng
- Cầu thủ xuất sắc nhất vòng đấu
  - Vòng Một:  Heo Jae-won (Jungnang Chorus Mustang)[3]
  - Vòng Hai:  Kim Young-nam (Gyeongju KHNP)[4]
  - Vòng 32 đội:  Kim Hyuk-jin (Suwon FC)[5]
  - Vòng 16 đội:  Yu Sang-hun (FC Seoul)[6]
  - Tứ kết:  Kaio (Jeonbuk Hyundai Motors)[7]
  - Bán kết:  Kim Ju-young (FC Seoul)[8]
- Cầu thủ xuất sắc nhất giải đấu:  Park Jun-hyuk (Seongnam FC)[9]
- Đội bóng Fair Play: FC Seoul[9]